# 가트팡주

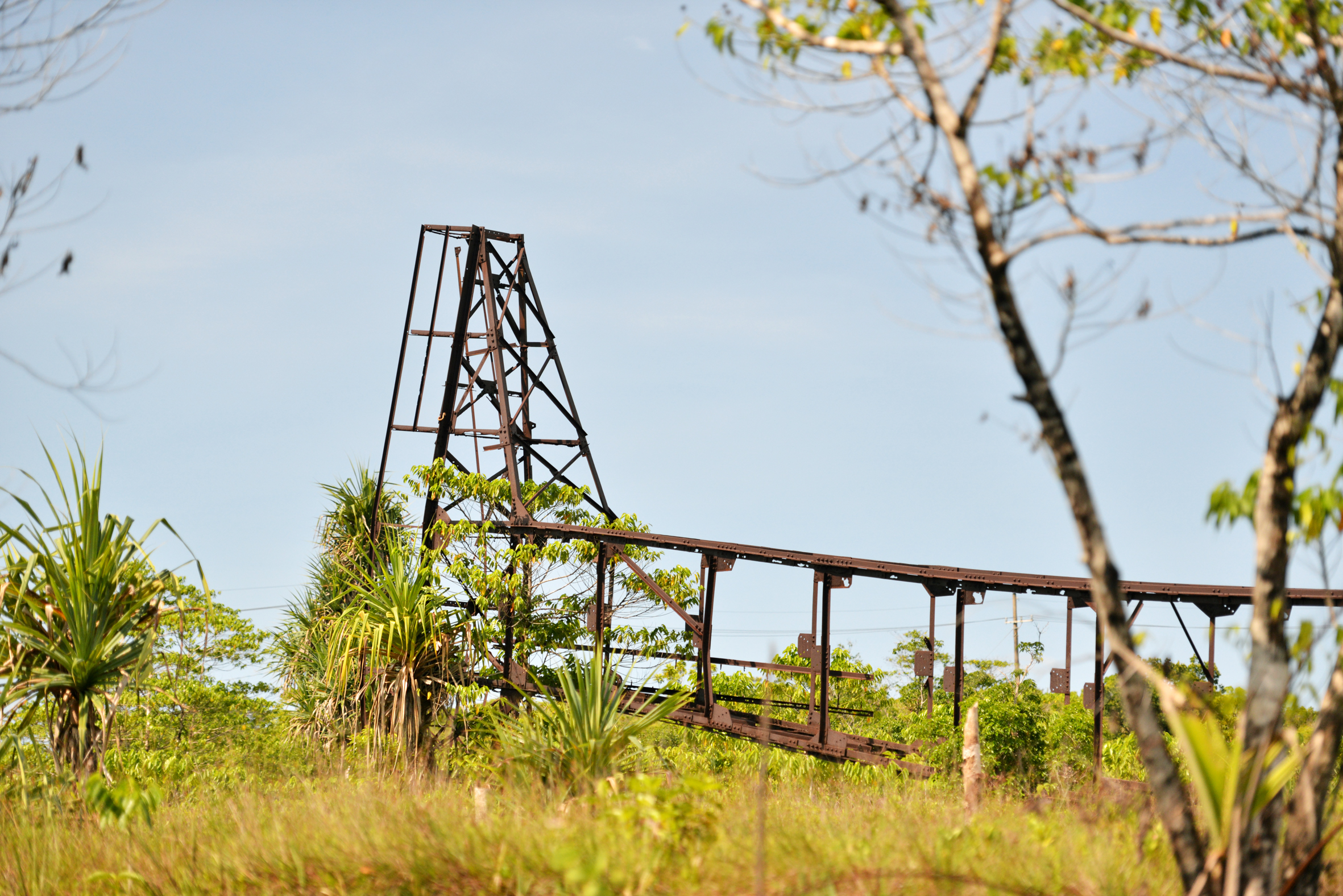
제2차 세계대전 당시 일본군이 세웠던 라디오 전파탑

가트팡주(Ngatpang)는 팔라우의 주로, 바벨다오브섬 서부에 위치한다. 주도는 오이쿨(Oikuul)이며 면적은 65km2, 인구는 282명(2015년 기준)이다. 팔라우에서 다섯 번째로 면적이 큰 주이다.